# История солдата (опера)
«История солдата» (фр. L'Histoire du soldat), полное авторское название «Сказка о беглом солдате и чёрте, играемая, читаемая и танцуемая» — музыкально-сценическое произведение И. Ф. Стравинского.
Либретто на французском языке Ш. Ф. Рамю, на основе сказок из сборника А. Н. Афанасьева. Исполнительский состав: три декламационные (Рассказчик, Солдат и Дьявол) и семь инструментальных партий (скрипка, контрабас, фагот, корнет-а-пистон, тромбон, кларнет, ударные инструменты). Премьерное исполнение: Лозанна, 1918, под управлением Э. Ансерме.

## История
Опера-балет написана после больших балетов Стравинского и предшествует неоклассическому периоду. Музыкант в то время укрывался в Швейцарии из-за революции в России, и Дягилев, также изгнанник, ничем не мог ему помочь. Швейцарский дирижёр Эрнест Ансерме познакомил его с Рамю. Часть либретто была сочинена в Лансе, где Стравинский нашёл приют в замке художника Альбера Мюре.
Это камерное произведение, построение которого восходит к передвижному цирку, состоит из нескольких коротких картин, некоторые из которых основаны на различных танцах: танго, вальс и даже регтайм.
Премьера спектакля состоялась 28 сентября 1918 года (постановка Жоржа Питоева) в муниципальном театре Лозанны с ансамблем под управлением Э. Ансерме.
Камерность постановки позволяла показывать этот спектакль в разных швейцарских селениях, но этот проект не осуществился из-за разразившейся в Европе эпидемии испанского гриппа, и следующее представление состоялось только в 1923 году в Париже.
На основе музыки оперы-балета Стравинский создал две инструментальные сюиты: одна – для фортепиано, кларнета и скрипки – датирована 1919 годом, другая – с использованием оригинального состава инструментов – написана в 1920 году.

## Содержание
Сюжет взят из русской сказки, опубликованной в известном сборнике А. Н. Афанасьева: бедный солдат продаёт свою душу (воплощённую в скрипке) чёрту за книгу, позволяющую предсказывать будущее. Научив чёрта обращаться со скрипкой, солдат возвращается в свою деревню. Увы, за время общения с чёртом вместо обещанных трёх дней проходят три долгих года. Никто в деревне не узнаёт солдата: ни его мать, ни бывшая невеста, которая за это время вышла замуж. Тогда солдат, используя свою волшебную книгу, становится сказочно богат. Не став счастливым, он играет в карты с чёртом — деньги против скрипки. Чёрт побеждает, но, опьянённый богатством, теряет украденную солдатом скрипку.
Солдату удаётся вылечить больную принцессу, обещанную королём тому, кто избавит её от недуга. В поисках счастья солдат и принцесса бегут из королевства, но за ослушание чёрта солдат попадает в ад. Произведение заканчивается триумфом чёрта в форме саркастического марша.

## Сюита 1919 года
Первая сюита для фортепиано, кларнета и скрипки состоит из пяти частей:
1. Марш солдата
2. Скрипка солдата
3. Маленький концерт
4. Танго, вальс, регтайм
5. Танец чёрта

## Сюита 1920 года
В 1920 году Стравинский написал вторую сюиту — для тех же 7 инструментов, которые использовались в первоначальной редакции. В сюите девять частей:
1. Марш солдата
2. Музыка для первой сцены: ария на берегу ручья
3. Музыка для второй сцены: пастораль
4. Королевский марш
5. Маленький концерт
6. Три танца: танго, вальс, регтайм
7. Танец чёрта
8. Малый хорал, большой хорал
9. Триумфальный марш чёрта

## Хореография
Это произведение вдохновило многих хореографов, среди которых:
- 1929 — Ханья Хольм
- 1942 — Джон Кранко
- 1965 — Джером Роббинс
- 1966 — Морис Бежар
- 1967 — Жан Бабиле
- 1976 — Жан Гизерикс
- 1981 — Питер Мартинс
- 1986 — Иржи Килиан
- 1992 — Мишель Анн де Мей
- 2013 — Жан-Клод Галотта

## Другие интерпретации
- В 1984 году американский иллюстратор и аниматор Р. О. Блехман создал анимационный фильм, использующий музыку и основу текста, в стиле, сочетающем штриховую технику и ассоциации с Кандинским, Мондрианом и стилем ар-деко.
- В 1976 году «Историю солдата» поставил режиссёр Пьер Риши на сцене Муниципального театра Ланса при участии Жана-Луи Барро[3].
- Иэн Маккеллен (рассказчик), Стинг (солдат), Ванесса Редгрейв (дьявол) в версии 1990 года. Живая запись с Лондонским симфоническим оркестром  под управлением Кента Нагано[4].
- В 2018 году Роджер Уотерс, один из основателей группы Pink Floyd, выпустил адаптацию The Soldier’s Tale на лейбле Sony Classical Masterworks.
- В 2021 году состоялась премьера постановки Томаса Грабера в Театре «Космос» в Брегенце. Главные роли исполнила актриса Мариам Авалиани[5].

## Дискография
Инструментальный ансамбль под руководством Шарля Дютуа с Франсуа Симоном, Франсуа Берте и Жераром Карра.